# Varnice
Varnice (en serbe cyrillique : Варнице) est un village de Serbie situé dans la municipalité de Gornji Milanovac, district de Moravica. Au recensement de 2011, il comptait 120 habitants.

## Géographie
Varnice est situé au pied du mont Ostrvica.

## Démographie
| 1948 | 1953 | 1961 | 1971 | 1981 | 1991 | 2002 | 2011 |
| ---- | ---- | ---- | ---- | ---- | ---- | ---- | ---- |
| 370  | 366  | 363  | 324  | 264  | 203  | 154  | 120  |

|  |